# یوری روی یخ
یوری روی یخ (ژاپنی: ユーリ!!! on ICE هپبورن: Yuri!!! on ICE) یک مجموعه تلویزیونی انیمه ورزشی ژاپنی دربارهٔ اسکیت نمایشی است. این مجموعه توسط استودیوی ماپا، به کارگردانی و نویسندگی سایو یاماموتو با فیلمنامه‌های اصلی میتسورو کوبو به کارگردانی جون شیشیدو تهیه شده‌است. طراحی شخصیت‌ها توسط تاداشی هیراماتسو انجام شده و موسیقی آن توسط تارو اومه‌بایاشی و تاکو ماتسوشیبا ساخته شده‌است. حرکات اسکیت توسط کنجی میاموتو انجام شده، وی همچنین اجراهایی را انجام داد که ضبط شده و به عنوان جلوه‌های صوتی اسکیت استفاده می‌شد. این سریال در ۶ اکتبر ۲۰۱۶ اکران شد و در ۲۲ دسامبر با مجموع ۱۲ قسمت به پایان رسید. یک فیلم (یوری!!! روی یخ: نوجوانان یخی،Yuri!!! on Ice the Movie: Ice Adolescence)، در ابتدا برای اکران در سال ۲۰۱۹ برنامه‌ریزی شده بود، اما برای تاریخ بعدی به تعویق افتاد. این مجموعه دربارهٔ یوری کاتسوکی اسکیت باز ژاپنی است. الگوی او، ویکتور نیکیفوروف، قهرمان اسکیت نمایشی روسیه، و یوری پلیسیتسکی، اسکیت باز روسی که در حال آمدن هستند، همان‌طور که یوری. کِی و یوری. پی در گرند پری اسکیت شرکت می‌کنند، ویکتور به عنوان مربی یوری. کِی حضور می‌یابد.
یوری روی یخ در ژاپن با استقبال خوبی روبرو شده‌است. این انیمه سه جایزه را در جشنواره انیمیشن توکیو، یک جایزه شخصیت ژاپن، هفت جایزه در مراسم افتتاحیه جوایز انیمیشن کرانچی‌رول به دست آورد و در سال ۲۰۱۹ توسط تیم تحریریه وب سایت به عنوان یکی از ۲۵ انیمیشن برتر دهه نامگذاری شد. در ژاپن، این مجموعه در شش قسمت در بلو-ری و دی‌وی‌دی منتشر شد که همه نسخه‌ها به ترتیب در رتبه ۱ دیسک بلو-ری انیمیشن اوریکون و دیسک Animation DVD قرار گرفتند. در سال ۲۰۱۷ هشتمین رسانه برتر در ژاپن بود، رتبه دو بالاترین فروش بلو-ری و دی‌وی‌دی ترکیبی از سایر انیمه‌ها در ژاپن در سال ۲۰۱۷ بود و بیشترین فروش ترکیبی را برای یک انیمه تلویزیونی در آن سال داشت. این مورد در رسانه‌های اجتماعی مانند تامبلر، سینا ویبو و توییتر مشهور بود، جایی که بیش از یک میلیون توییت بیشتر از سری انیمیشن‌های پرمخاطب در فصل پخش شده، بیش از یک میلیون توییت دریافت کرد. همچنین باعث تحسین اسکیت بازهای حرفه ای شد و برخی اسکیت بازان در بازی‌های المپیک زمستانی ۲۰۱۸ با اجرای موسیقی از این نمایش، به تحسین پرداختند.
یوری روی یخ بحثی را در مورد به تصویر کشیدن رابطه همجنسگرایان بین قهرمانان خود مطرح کرده‌است، برخی منتقدان آن را بخاطر پوشش همجنسگرایی به شکلی متفاوت از بیشتر انیمه‌ها و مانگا مانند ژانر یائویی و برخورد با همجنسگرایی ستایش می‌کنند. کشور و ورزشی که امروزه مسائل مربوط به همجنسگرایی را دارد. عده‌ای دیگر به دلیل غیرواقعی بودن و سانسور تصویری بودن آن را نقد کردند که مسلماً آن را برای برخی از بینندگان مبهم می‌داند. این مجموعه همچنین به دلیل نمایش اختلال اضطراب مورد ستایش قرار گرفته‌است و همچنین بحث و جدال مختصری دَر مورد عنوان مشابه اسکیت نمایشی ایجاد کرده‌است.

## داستان
یوری کاتسوکی، اسکیت باز ۲۳ ساله ژاپنی پس از یک شکست سنگین در فینال گرندپری و دیگر باخت‌های مسابقه، احساسات مختلفی در مورد اسکیت بازی می‌کند و حرفه خود را متوقف می‌کند. بازگشت به زادگاهش هاستسو در کیوشو. یوری با دوست دوران کودکی خود، یوکو، در یک سالن هاکی روی یخ (قلعه یخ هاستسو) دیدار می‌کند و حرکاتی را از الگوی خود، قهرمان اسکیت نمایشی روسیه: ویکتور نیکیفوروف تقلید می‌کند. وقتی که فیلم عملکرد یوری به صورت مخفیانه در اینترنت بارگذاری می‌شود، توجه ویکتور را به خود جلب می‌کند و او با پیشنهاد مربیگری یوری و احیای حرفه اسکیت سواری خود به کیوشو سفر می‌کند. با یوری، قبلاً او را در ضیافتی که یوری مست شده بود ملاقات کرد و از ویکتور خواست که مربی او شود.
پس از فکر کردن در مورد تصمیم حرفه ویکتور، یوری پیلستسکی، یک استعداد آینده دار ۱۵ ساله، نابغه اسکیت روسیه در سفر به هاستسو به ویکتور گفت که قبل از شروع به کار یک قول را پیش خودش نگه دارد. ویکتور قول داده بود اگر در مسابقات جهانی نوجوانان پیروز شود، روال خاصی را برای یوری رقم می‌زند، کاری که احتمالاً یوری. پی انجام داد. ویکتور، قول خود را به یوری پی فراموش کرده‌است، باعث می‌شود که دو یوری در برابر یکدیگر به رقابت بپردازند تا تصمیم بگیرد که برای چه کسی مربیگری می‌کند. او دو آهنگ برای اسکیت بازان انتخاب می‌کند، هر دو با یک ملودی یکسان اما با معنای متفاوت. اولین ترانه، «آگاپه»، را به یوری. کی داد که در مورد عشق بی قید و شرط بود، و به یوری. پی آهنگ دوم، «اروس» دربارهٔ عشق جنسی داد. یوری. کی برنده شد و ویکتور مربی او شد. یوری. پی به روسیه برگشت و هر دو یوری قول برنده شدن در گرند پری را دادند.
یوری. پی و یوری. کی، هر دو صلاحیت نمایندگی کشورهای خود را در سری گرند پریکس دارند و سپس بعداً به فینال گرند پریکس در بارسلونا راه پیدا می‌کنند. در طول این دوره از جایزه بزرگ، یوری. کی و ویکتور به‌طور عجیبی به هم نزدیک شدند و به هم احساسات سکسی پیدا می‌کنند و در فضای عمومی یکدیگر را بوسیدند. یوری. کی برای او و خودش دو حلقه طلایی در بارسلونا می‌گیرد، که منجر به اظهارات ویکتور در مورد نامزدی آنها می‌شود. در آستانه فینال، یوری. کی قصد دارد اسکیت را ترک کند تا ویکتور بتواند به این ورزش را انتخاب می‌کند و تصمیم خود را به ویکتور می‌گوید، اما ویکتور با اشکال این ایده را رد می‌کند، و آن‌ها توافق می‌کنند که پس از پایان مسابقات مسیرهای خود را انتخاب کنند. یوری برنده مدال نقره می‌شود. در نتیجه، یوری. کی تصمیم می‌گیرد اسکیت را ادامه دهد و به سنت پترزبورگ نقل مکان می‌کند تا بتواند به همراه ویکتور بماند و در کنار یوری پی و ویکتور تمرین کند.

## جوایز
در مراسم افتتاحیه کرانچی رول در هفت عنوان نامزدی خود جوایز دریافت کرد: بهترین پسر (یوری. کی)، بهترین انیمیشن، دل انگیزترین صحنه ("بوسه"، قسمت هفت)، بهترین زوج (یوری. کی و ویکتور)، بهترین اپنینگ، بهترین اندینگ و انیمه سال. اگرچه برخی از کاربران از کرانچی رول شکایت داشتند که این نمایش جوایزی را کسب کرد که شایسته آن نیست، به ویژه جایزه بهترین انیمیشن، و طرفداران یوری روی یخ را به تقلب در رای‌گیری متهم کردند، دیگران از جوایز دفاع کردند و نوشتند که هیچ مدرک قطعی برای اثبات این موضوع وجود ندارد، در حالی که کرانچی رول یرول در توییتر اظهار داشت که آن‌ها از روش‌های ضد تقلب قوی استفاده کرده‌اند. کان گائو، مدیر کل و بنیانگذارکرانچی رول، نوشت: "ما بسیار خوشحالیم که یوری!!! روی یخ طرفداران پرشور انیمه را مجذوب خود کرده و بینندگان جدیدی را به انیمه معرفی کرده‌است و ما بسیار خوشحالیم که فرصت توزیع این دارایی شگفت انگیز را داشته‌ایم، برای بسیاری از بینندگانش در خارج از ژاپن. در سال ۲۰۱۹، تیم تحریریه کرانچی رول، یوری روی یخ را به عنوان یکی از ۲۵ انیمیشن برتر دهه معرفی کرد. ایان ولف از Ainme UK News این مجموعه را برای لیست "بهترین انیمه‌های دهه انتخاب کرد. جیکوب چپمن هنگام بررسی پخش سریال بلو-ری آمریکا برای شبکه انیمه نیوز، دربارهٔ انتقادی که یوری دربارهٔ یخ هنگام برنده شدن در جوایز انیمه دریافت کرد، اظهار نظر کرد.
| سال  | جشنواره/فستیوال                         | رده                              | دریافت‌کننده                     | نتیجه            |
| ---- | --------------------------------------- | -------------------------------- | ------------------------------- | ---------------- |
| ۲۰۱۷ | اولین دوره جایزه انیمه کرانچی رول       | انیمه سال                        | یوری روی یخ                     | برنده            |
| ۲۰۱۷ | اولین دوره جایزه انیمه کرانچی رول       | بهترین شخصیت پسر                 | یوری کاتسوکی                    | برنده            |
| ۲۰۱۷ | اولین دوره جایزه انیمه کرانچی رول       | بهترین شروع داستان               | داستان‌نویس:دین فوجیوکا          | برنده            |
| ۲۰۱۷ | اولین دوره جایزه انیمه کرانچی رول       | بهترین موسیقی پایان              | خواننده: واتارو هاتانو          | برنده            |
| ۲۰۱۷ | اولین دوره جایزه انیمه کرانچی رول       | بهترین انیمیشن                   | یوری روی یخ                     | برنده            |
| ۲۰۱۷ | اولین دوره جایزه انیمه کرانچی رول       | بهترین زوج                       | یوری کاتسوکی و ویکتور نیکیفوروف | برنده            |
| ۲۰۱۷ | اولین دوره جایزه انیمه کرانچی رول       | بهترین صحنه احساسی               | بوسیدن؛ قسمت هفتم               | برنده            |
| ۲۰۱۷ | فستیوال ایمجین گیمز نت‌ورک IGN           | بهترین سریال‌انیمیشن              | یوری روی یخ                     | نامزد‌شده         |
| ۲۰۱۷ | فستیوال ایمجین گیمز نت‌ورک IGN           | بهترین شروع انیمه                | موسیقی “تاریخ‌ساز” دین فوجیوکا   | برنده            |
| ۲۰۱۷ | شانزدهمین دوره جشنواره انیمه توکیو      | انیمیشن سال                      | یوری روی یخ                     | برنده            |
| ۲۰۱۷ | شانزدهمین دوره جشنواره انیمه توکیو      | بهترین انیمیشن‌سازی               | انیمیشن‌ساز: تاداشی هیراماتسو    | برنده            |
| ۲۰۱۷ | شانزدهمین دوره جشنواره انیمه توکیو      | جایزه بهترین طرفداری             | یوری روی یخ                     | برنده            |
| ۲۰۱۷ | بیست‌و‌چهارمین جایزه‌بزرگ انیمه‌لند         | بهترین انیمه از نگاه مردم        | یوری روی یخ                     | برنده            |
| ۲۰۱۷ | بیست‌و‌چهارمین جایزه‌بزرگ انیمه‌لند         | بهترین موسیقی‌متن                 | آهنگ “تاریخ‌ساز” دین فوجیوکا     | برنده            |
| ۲۰۱۷ | فستیوال اکسپو ژاپن                      | جایزه داروما                     | یوری روی یخ                     | نامزدشده         |
| ۲۰۱۷ | فستیوال اکسپو ژاپن                      | جایزه بهترین اکران بین‌المللی     | یوری روی یخ                     | برنده            |
| ۲۰۱۷ | سی و نهمین دوره جشنواره جایزه‌بزرگ پریکس | جایزه بزرگ پریکس                 | یوری روی یخ                     | مقام دوم         |
| ۲۰۱۷ | سی و نهمین دوره جشنواره جایزه‌بزرگ پریکس | بهترین شخصیت مرد                 | ویکتور نیکیفوروف                | مقام اول (برنده) |
| ۲۰۱۷ | سی و نهمین دوره جشنواره جایزه‌بزرگ پریکس | بهترین شخصیت مرد                 | یوری کاتسوکی                    | مقام هفتم        |
| ۲۰۱۷ | سی و نهمین دوره جشنواره جایزه‌بزرگ پریکس | بهترین شخصیت مرد                 | یوری پلیتسکی                    | مقام نهم         |
| ۲۰۱۷ | سی و نهمین دوره جشنواره جایزه‌بزرگ پریکس | بهترین موسیقی‌متن                 | آهنگ “تاریخ‌ساز” دین فوجیوکا     | برنده            |
| ۲۰۱۷ | سی و نهمین دوره جشنواره جایزه‌بزرگ پریکس | بهترین صدا‌بازیگر(بهترین گویندگی) | جونیچی سووابه                   | مقام پنجم        |
| ۲۰۱۸ |                                         |                                  |                                 |                  |

## فروش
فروش یوری روی یخ بسیار زیاد بوئ. در نیمه اول سال ۲۰۱۷، رتبه دو موفق‌ترین انیمه در ژاپن بود که ۳٬۲۶۲٬۹۳۶٬۸۲۴ پوند از فروش در بازارهای ویدیو و موسیقی خانگی به دست آورد. در ژاپن در شش جلد با دیسک بلوری و دی‌وی‌دی منتشر شد که هر نسخه به ترتیب از دیسک Blu-Ray Oricon Animation و دیسک DVD Oricon Animation به ترتیب بالاتر بود. اولین نسخه بلو-ری از یوری روی یخ به مدت دو هفته در ردیف دیسک‌های بلو-ری انیمیشن Oricon قرار گرفت. اولین نسخه دی وی دی در بالای رتبه‌بندی Oricon DVD Animation قرار گرفت، بالاتر از نسخه‌های محدود و استاندارد فیلم One Piece Film: Gold، و در رتبه‌بندی عمومی DVD Oricon در رتبه دوم قرار گرفت. مجموعه‌های بلو-ری و دی‌وی‌دی دوم نیز به مدت دو هفته در صدر جدول Oricon قرار گرفتند. سومین مجموعه‌های بلو-ری و دی‌وی‌دی نیز در صدر جدول Oricon قرار گرفتند، دی‌وی‌دی به مدت دو هفته و بلو-ری به مدت یک هفته در بالای جدول قرار گرفتند. چهارمین مجموعه بلو-ری و دی‌وی‌دی در بالای جدول Oricon Blu-Ray و دی‌وی‌دی یک هفته قرار گرفت. پنجمین مجموعه بلو-ری به مدت دو هفته در جدول شماره ۱ Oricon Blu-Ray و نمودار دی‌وی‌دی به مدت یک هفته باقی ماند. ششمین نسخه دی‌وی‌دی و بلو-ری با صحنه حذف شده از مجموعه اسکیت یوری. پی. و Otabek در رویداد نمایشگاهی بارسلونا، که در نسخه پخش شده این مجموعه فقط یوری. کی و ویکتور را در حال اسکیت بازی نشان می‌دهند، تبلیغ کردند. ششمین نسخه بلو-ری و دی‌وی‌دی نیز در صدر جدول Oricon قرار گرفت. برای نیمه اول سال ۲۰۱۷، یوری روی یخ بالاترین فروش دی وی دی و بلو-ری ترکیبی از هر مجموعه در ژاپن را داشت. در پایان سال ۲۰۱۷، یوری روی یخ هشتمین امتیاز فروش برتر رسانه در ژاپن بود. هر شش نسخه بلوری در ۵۰ انیمیشن پرفروش دیسک‌های بلو-ری و هر شش نسخه دی‌وی‌دی در ۱۰۰ انیمیشن پرفروش ظاهر شدند. فروش ترکیبی بلو-ری و دی‌وی‌دی منجر به این شد که یوری روی یخ پرفروش‌ترین انیمیشن تلویزیونی سال ۲۰۱۷ و دومین انیمیشن پرفروش پس از فیلم انیمیشن نام تو باشد.

## به تصویر کشیدن رابطه همجنسگرایان
یوری روی یخ به دلیل داشتن رابطه عاشقانه همجنسگرایانه بین یوری. کی و ویکتور مورد ستایش قرار گرفت. از جمله لحظاتی که توسط منتقدان برجسته شده‌است، بوسه آشکار در قسمت هفتم، مبادله حلقه‌های طلا (نشانگر ازدواج یا نامزدی) در قسمت دهم، و اشک ویکتور هنگامی که یوری پیشنهاد می‌کند در قسمت دوازدهم به مشارکت خود پایان دهند. این بوسه برنده جوایز انیمه ۲۰۱۶ برای بهترین صحنه دلگرم کننده شد. " تبادل حلقه‌ها بین یوری. کی و ویکتور در قسمت دهم اولین بار است که چنین رابطه ای در انیمه به تصویر کشیده می‌شود". گابریلا اکنز برای شبکه انیمه نیوز نوشت: "یوری روی یخ، در به تصویر کشیدن یک نامزدی صمیمانه و بدون عارضه بین دو شخص شخصیتی، در انیمیشن بی سابقه است. حتی در ژاپن نیز برای ازدواج همجنسگرایان واقعی وجود نداشته‌است، بنابراین این نمایش چیزی را به تصویر می‌کشد که از نظر قانونی در کشور مبدا امکان پذیر نیست ". برای Anime UK News، ایان ولف تبادل حلقه‌ها را «بهترین صحنه در مجموعه» خواند.
یوری روی یخ، همکاری را در نمایشی و سایر مناطق برجسته کرده‌است. در قسمت هفتم یک صحنه آشنا ارائه می‌شود که در آن ویکتور با پوشیدن لباس‌هایی که جانی ویر، اسکیت باز همجنسگرا چهره کاملاً همجنس‌گرای خود را می‌پوشاند، بازی می‌کند، که در طول زندگی حرفه ای خود مورد اظهار نظرهای همجنسگرایی بوده.
صحنه آخر این سری این است که در آن یوری. کی و ویکتور در یک رویداد نمایشگاهی با هم اسکیت بازی می‌کنند. موضوعی که هنوز در رقابت واقعی رخ نداده‌است. منتقدان اظهار داشتند که این مجموعه دو شخصیت از کشورهایی را نشان می‌دهد که در مورد حقوق ال‌جی‌بی‌تی با مشکل روبرو هستند.

## انتقادها
این رابطه همچنین به دلیل غیرواقعی بودن مورد انتقاد قرار گرفته‌است، زیرا یوری. کی و ویکتور بدرفتاری همجنسگرایانه‌ای را که در زندگی واقعی افراد همجنسگرا تجربه می‌کنند، دریافت نمی‌کنند. برخی دیگر اظهار داشتند که ممکن است بعضی از بینندگان از تصدیق رابطه خودداری کنند زیرا همجنسگرایی صریح نبود. اگرچه «بوسه» توسط بازوی ویکتور پنهان می‌ماند، اما این امر کاملاً ضمنی است. سسیلیا د آناستازو از کوتاکو تعجب کرد که چرا «بوسه» سانسور شده‌است زیرا انیمه‌های دیگر مانند «از دنیای نو» بوسه‌های همجنسگرایان را به تصویر کشیده‌است. ولف از Anime UK News در ابتدا دربارهٔ صحنه گفت: "من ۹۹٫۹۹۹٪ مطمئن هستم که بوسه رخ داده‌است، اما ۰٫۰۰۱٪به طرز وحشتناکی به من می‌رسد. من نمی‌خواهم طبق آنچه دیگران می‌بینند پیش بروم - من می‌خواهم ببینید که در واقع چه اتفاقی می‌افتد، و در واکنش شخصیت‌ها همزمان با آنها سهیم باشید. با این حال، در قسمت دوازدهم، او گفت که صحنه ای که ویکتور در آن گریه می‌کند اثبات دلخواه او بود:
اگر بوسه جرقه اولیه است و حلقه‌ها نشانه مشهود عشق است، پس اشک ثابت می‌کند که شما نمی‌خواهید آن پایان یابد. من همیشه می‌گفتم آنچه می‌خواستم متن بود تا زیر متن - اما در پایان، من فکر می‌کنم که این زیر متن واقعاً جواب داد.